# Anastassija Olegowna Udalzowa

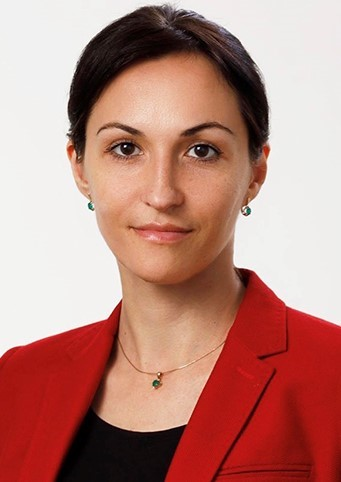
Anastassija Udalzowa, 2022

Anastassija Olegowna Udalzowa (russisch Анастасия Олеговна Удальцова; * 2. September 1978 in Tscherkassy, Ukrainische SSR) ist eine russische sozialistische Politikerin (KPRF) und Abgeordnete der 8. Staatsduma. Sie war Pressesprecherin der Linken Front und ist mit deren Koordinator Sergei Stanislawowitsch Udalzow verheiratet.

## Leben
Udalzowa trat mit 18 Jahren in die Kommunistische Partei der Ukraine ein. Zwei Jahre später ging sie nach Moskau, um Jura zu studieren, und wurde Mitglied der seit 2005 verbotenen Nationalbolschewistischen Partei Russlands. Im Jahr 2000 lernte sie ihren späteren Mann Sergei Udalzow kennen, verließ die Nationalbolschewisten und wurde Pressesprecherin der Avantgarde der Roten Jugend, später deren Nachfolgeorganisation Linke Front. Das Paar lebt in Moskau und hat zwei Kinder.
In Russland sorgt sie durch ihre für eine linke Politikerin ungewöhnliche Öffentlichkeitsarbeit für Aufsehen. So sind auf ihrer Facebook-Seite neben Fotos von Demonstrationen und Festnahmen auch Strandfotos im Bikini zu sehen. Für einen Artikel des russischen Rolling Stone ließ sie sich im modischen Abendkleid fotografieren. Dort sagte sie unter anderem:

„In meiner Kindheit wollte ich nie Ballerina werden oder irgend so etwas Schönes oder Strahlendes machen, wovon die meisten Mädchen in meinem Alter träumten. Meine Träume waren einfacher und profaner. Zum Beispiel wollte ich zur Armee.“

Udalzowa nahm aktiv an den Massenprotesten nach den russischen Parlamentswahlen 2011 teil. Nach der Verhaftung ihres Ehemannes im Bolotnaja-Prozess fungierte sie für einige Zeit als Koordinatorin der Linken Front.
Von 2013 bis 2018 arbeitete sie als Assistentin des Dumaabgeordneten Waleri Fjodorowitsch Raschkin. Bei den Präsidentschaftswahlen 2018 war sie Stellvertreterin des parteilosen Kandidaten Pawel Nikolajewitsch Grudinin. 2019 kandidiere sie selbst erfolglos bei den Wahlen zur Moskauer Stadtduma. Auch bei der Parlamentswahl 2021 ist es Udalzowa, die diesmal die Kommunistische Partei der Russischen Föderation vertrat, nicht gelungen, als Abgeordnete in die Duma ziehen.
Im Juni 2022 rückte Udalzowa für Waleri Raschkin in die Staatsduma nach, nachdem dieser seine Immunität verloren hatte. Im Dezember 2022 wurde Udalzowa auf eine Sanktionsliste der Europäischen Union gesetzt, da sie in der Duma für die Annexion ukrainischer Gebiete gestimmt hatte.